# Letov Š-5
Bei dem Flugzeug Letov Š-5 handelt es sich um einen einmotorigen zweisitzigen Doppeldecker, der als Aufklärungsflugzeug entwickelt wurde. Der Erstflug der Maschine fand im Jahre 1923 statt. Die Konstruktion führte Alois Šmolík aus.
Von diesem Typ wurde mindestens ein Flugzeug hergestellt und an die tschechoslowakische Armee geliefert.

## Militärische Nutzung
TschechoslowakeiTschechoslowakische Luftstreitkräfte

## Technische Daten
| Kenngröße             | Daten                                                                    |
| --------------------- | ------------------------------------------------------------------------ |
| Besatzung             | 2                                                                        |
| Länge                 | 8,30 m                                                                   |
| Spannweite            | 12,70 m                                                                  |
| Höhe                  | 2,62 m                                                                   |
| Flügelfläche          | 35,9 m²                                                                  |
| Flächenbelastung      | 40,3 kg/m²                                                               |
| Leermasse             | 955 kg                                                                   |
| max. Startmasse       | 1447 kg                                                                  |
| Reisegeschwindigkeit  | 152 km/h                                                                 |
| Höchstgeschwindigkeit | 195 km/h                                                                 |
| Steigzeit             | 18 min auf 3000 m Höhe                                                   |
| Dienstgipfelhöhe      | 5000 m                                                                   |
| Reichweite            | 614 km                                                                   |
| Triebwerke            | 1 × 6-Zylinder-Reihenmotor Breitfeld & Danek Hiero L mit 169 kW (230 PS) |
| Bewaffnung            | ?                                                                        |